# Geoagiu
Geoagiu là một thị xã thuộc hạt Hunedoara, România. Dân số thời điểm năm 2002 là 6005 người.